# Абсалямово (Учалинський район)
Абсаля́мово (рос. Абсалямово, башк. Әпсәләм) — присілок у складі Учалинського району Башкортостану, Росія.
Населення — 89 осіб (2010; 100 в 2002).
Національний склад:
- башкири — 100%